# Fraser Minten
Fraser Minten (Vancouver, Columbia Británica, 5 de julio de 2004) es un jugador profesional canadiense de hockey sobre hielo que se desempeña en la posición de centro en Toronto Maple Leafs, equipo de la National Hockey League (NHL).

## Carrera
Fue seleccionado en la segunda ronda en la NHL Entry Draft de 2022. En 2023 hizo su debut profesional con el equipo Toronto Maple Leafs, donde lleva jugando una temporada.